# 都藍可汗
都藍可汗（？—599年），阿史那氏，名雍虞闾，又作雍闾，东突厥可汗，沙缽略可汗阿史那摄图之子。
588年，莫何可汗处罗侯中箭去世后，雍虞闾即位号颉伽施多那都蓝可汗。与隋朝贡使不绝。猜忌弟钦羽设部落强盛，将其击杀。
591年四月，派弟弟褥但特勤朝隋，献于阗玉杖，褥但特勤受封为柱国、康国公。592年，遣使献马万匹、羊二万只、驼牛各五百头，请沿边置市互易，使沙钵略可汗时出现的和好关系得以保持和发展。593年，听信内地流民杨钦挑唆，停修职贡，侵扰隋边。经长孙晟再三说服，晓以利害，擒获杨钦等人，但和好关系仍受到影响，向隋请婚被拒。隋文帝采纳长孙晟之策，转而全力扶持莫何可汗处罗侯之子阿史那染干。
都蓝可汗娶后母千金公主为可敦，千金公主即北周赵王宇文招之女，后改封大义公主。隋朝灭南陈后，隋文帝以陈后主宫中屏风赐大义公主，“公主以其宗国之覆，心常不平，书屏风，为诗叙陈亡以自寄”。文帝知道后不悦，担心大义公主煽动都蓝可汗入侵，打算铲除公主。此时莫何可汗之子突利可汗阿史那染干向隋请婚，文帝派裴矩对其使者说：“当杀大义公主者，方许婚。”突利劝告都蓝，都蓝便杀了公主。
597年，突利迎隋文帝宗女安义公主为妻。隋为了离间都蓝、突利，厚赐突利，都蓝果怒，以自己为大可汗，反遭轻视，于是与隋绝交，并联盟西突厥达头可汗合攻突利，数为边患。598年，遭隋蜀王杨秀袭击。599年，都蓝攻大同，遭隋元帅杨谅等六路兵迎击。突利兵败于塞下，都蓝尽杀其兄弟子侄，突利奔隋。突利与隋使长孙晟入塞，被隋封为意利珍豆启民可汗，在朔州（今山西朔州市）定居。年底，都蓝在内乱中被部下刺杀，在位十二年。